# 후루카와 롯파
후루카와 로파(일본어: 古川ロッパ; 古川緑波, 1903년 8월 3일 ~ 1961년 1월 16일)는 일본의 코미디언이다. 추기경 하마오 후미오는 그의 조카이다.

## 생애
후루카와는 가토 데루마로 남작의 여섯 번째 아들로 태어났으며, 가토 히로유키 남작의 손자이다. 후라카와가는 장남을 제외한 아들들을 친족이 양자로 들이는 것이 관례였기에 그는 아버지의 누이와 누이의 남편 후루카와 다케타로(古川武太郎, 시즈오카현 사족)에게 입양되었다. 본명은 후루카와 이쿠로("이쿠오"로 표기되는 경우도 있음)가 되었다. 후루카와는 와세다 대학에 재학하였지만 영화 평론가와 잡지 편집자가 되어 문필 활동에 집중하고자 중퇴하였다. 글을 쓸 때의 필명은 "롯파"(緑波)였다. 성대모사에 능통하였던 그는 전문 코미디언이 되기로 결심하여 1933년 도쿠가와 무세이와 함께 희극단 "와라이노텐고쿠"(笑の王国; 웃음 천국)를 결성하였다. 1935년에는 도호에 합류하여 연극 무대와 영화에 출연하며 전쟁 전 코미디의 거장 에노모토 켄이치 못지않은 인기를 얻었다. 그의 영화 작품에는 다양한 코미디와 뮤지컬, 하세가와 카즈오와 공동 주연을 맡은 인기 영화 시리즈 등이 있다. 전쟁이 끝난 뒤 여러 질병을 앓기 시작하면서 활동이 뜸해졌지만 라디오 방송에서는 여전히 인기를 유지하였다. 숙련된 작가였던 그의 일기가 죽기 전 출간되며 많은 찬사를 받았다.

## 참고 문헌
- Furukawa, Roppa (1987–1988). 《Furukawa Roppa Shōwa nikki》. Tokyo: Shōbunsha. ISBN 4794930674. OCLC 18049700.

## 필모그래피
- 《힘과 여자의 세상》(力と女の世の中, 1933년)
- 《하리키리 보이》(ハリキリ・ボーイ, 1937년)
- 《남자의 꽃길》(男の花道, 1941년)